# Polythlipta annulifera
Polythlipta annulifera is een vlinder van de familie van de grasmotten (Crambidae). De wetenschappelijke naam van deze soort is voor het eerst voorgesteld als Phalangiodes annulifera door Francis Walker in een publicatie uit 1866.
De soort komt voor in Zuid-Afrika en Madagaskar.